# تحلیل اس‌دبلیواوتی
آنالیز اس‌دبلیواوتی (به انگلیسی: SWOT analysis) یا تحلیل تکافت روشی تحلیلی برای دسته‌بندی عوامل مهم درونی و بیرونی اثرگذار بر سازمان و راهبردها و آینده‌های ممکن و شناسایی توانایی‌ها، کاستی‌ها، فرصت‌ها و تهدیدها است.

## مقدمه
روش اس‌دبلیواوتی که در فارسی با نام تحلیل سوات هم شناخته می‌شود یکی از ابزارهای برنامه‌ریزی استراتژیک است که برای ارزیابی وضعیت داخلی و خارجی یک سازمان استفاده می‌شود. اس دبلیواُتی در انگلیسی حروف اول کلمات قوت (Strength)، صعف (Weakness)، فرصت (Opportunity) و تهدید (Threat) است. از این روش علاوه بر برنامه‌ریزی راهبردی به‌طور کلی در تحلیل وضعیت سازمان‌ها استفاده می‌شود. در واقع این تحلیل را باید ابزاری کارآمد برای شناسایی شرایط محیطی و توانایی درونی سازمان بدانیم، پایه و اساس این ابزار کارآمد در مدیریت استراتژیک و همین‌طور بازاریابی است. این تحلیل را علاوه بر SWOT در برخی متون به صورت TOWS نیز آورده‌اند. اما دررابطه با بگارگیری اس دبلیواُتی پنداشت‌های اشتباهی در بین پژوهشگران ایرانی وجود دارد که لازم است از آنها پرهیز کرد. برای مثال مدل SWOT را فقط برای سازمانی که در حال حاضر دایر و فعال است و دارای تشکیلات و نیروی انسانی و … است (برای مثال: گروه هتل‌های هما در ایران) می‌توان به کار برد و از طریق این روش تحقیق، می‌توان راهبردی برای آیندهٔ این شرکت تعیین کرد اما این مدل برای مکانی بکر که هیچ سازمانی و تشکیلاتی در آنجا وجود نداشته و صرفاً در مخیله پژوهشگر، خیالپردازی در مورد فرصت‌های آینده، تهدیدها، نقاط قوت و ضعف احتمالی است، برای زمانی پس از استقرار آن سازمان مفروض (یعنی سازمان یا تشکیلات خیالی)، کاربرد ندارد (مراجعه شود به https://civilica.com/note/2026/)

## تاریخچه
این تکنیک اولین بار همان‌طور که از محتوای آن مشخص است در سیستم‌های نظامی و سپس در مدیریت صنعتی و کارخانه‌ها به کار برده می‌شد و کم‌کم از سال ۱۹۹۰ وارد سیستم‌های مدیریتی و برنامه‌ریزی شد. مهم‌ترین ویژگی سوآت این است که می‌توان بدون نیاز به تحلیل‌های کمّی و محاسبات ریاضیاتی به تحلیل داده‌ها و تدوین راهبرد پرداخت درحالیکه سایر روش‌ها و تحلیل‌ها نیاز به آمار و اطلاعات کمّی و همچنین فرمول‌های پیچیده ریاضی دارند. این تکنیک به سادگی و با استفاده از روش‌های کیفی امکان استفاده از یافته‌ها و اطلاعات را فراهم می‌سازد.

## برنامه‌ریزی راهبردی
در برنامه‌ریزی راهبردی، به ترتیب چشم‌انداز، رسالت، اهداف، راهبردها، عناوین برنامه‌ها و فعالیت‌ها برای سازمان یا تشکل مورد نظر تعریف می‌گردد. چشم‌انداز و رسالت بر مبنای نظر بالاترین مرجع تصمیم‌گیر (که می‌توان اساسنامهٔ مصوب مجمع عمومی در نظر گرفت) تعیین می‌شود. اهداف نیز بر اساس رسالت تعیین شده مشخص می‌شود. در واقع رسالت یا مأموریت، وظایف کلی و دورنمای فعالیت‌های تشکل را مشخص می‌کند و اهداف، مسیرهای رسیدن به این رسالت می‌باشد. برای تعیین راهبردها، ابتدا نقاط قوت، نقاط ضعف، فرصت‌ها و تهدیدها با نگاهی به فضای داخلی و عوامل بیرونی بررسی می‌شود که بر مبنای آن و با استفاده از ماتریس SWOT، راهبردها استخراج می‌شود:
هر راهبرد در زیرمجموعهٔ یکی از اهداف، روش رسیدن به هدف را مشخص می‌سازد. شناسایی ذی‌نفع‌های درونی و بیرونی نیز به شناسایی عوامل کمک می‌نماید. پس از آن برای رسیدن به هر راهبرد، برنامه‌هایی مشخص می‌شود که لازم است زمانبندی و بودجه‌گذاری آن‌ها نیز انجام شود.

### راهبرد اس‌او (SO) (راهبرد تهاجمی-حداکثر، حداکثر)
این راهبرد مربوط به وضعیت داخلی سازمان است و نقاط مثبت (توان و نقاط قوت) آن را ارزیابی می‌کند.
این راهبرد می‌تواند یک حالت هم‌افزایی در سازمان ایجاد کند. هر شرکتی مایل است در این موقعیت قرار داشته باشد تا بتواند با بهره‌گیری از توانمندی‌ها، استفاده از فرصت‌ها را به حداکثر برساند. (گردهمایی‌ها و ارائه تجارب موفق، همچنین طراحی دوره‌های آموزشی مانند مدیریت دانش، سازمان‌های یادگیرنده و غیره می‌تواند در این زمینه سودمند باشد)

### راهبرد دبلیواو (WO) (راهبرد انطباقی-حداقل، حداکثر)
این راهبرد مربوط به وضعیت داخلی سازمان است و نقاط منفی (ضعف‌های) آن را ارزیابی می‌کند.
هدف دومین راهبرد، کاهش نقاط ضعف و افزایش فرصت‌هاست. گاه شرکت‌ها به دلیل برخورداری از ضعف‌های اساسی، امکان استفاده از فرصت‌های به دست آمده را ندارند، لذا طراحی دوره‌های آموزشی به منظور از بین بردن نقاط ضعف می‌تواند شرکت را در استفاده از فرصت‌ها توانمند کند.

### راهبرد اس‌تی (ST) (راهبرد اقتضایی-حداکثر، حداقل)
این راهبرد مربوط به وضعیت خارجی سازمان است و نقاط مثبت (فرصت‌های) آن را در ارتباط با بیرون ارزیابی می‌کند. این راهبرد براساس توانمندی شرکت در مقابل تهدیدات بنا شده است و هدف آن افزایش توانمندی‌های موجود و کاهش تهدیدات با طراحی دوره‌های آموزشی است.

### راهبرد دبلیوتی (WT) (راهبرد دفاعی-حداقل، حداقل)
این راهبرد مربوط به وضعیت خارجی سازمان است و نقاط منفی (تهدیدات پیش روی) آن را در ارتباط با بیرون ارزیابی می‌کند. هدف این راهبرد، کاهش تهدیدها تا حد امکان است. شرکتی که در معرض ورشکستگی قرار دارد می‌تواند با برگزاری دوره‌هایی مانند مدیریت راهبردی و … از راهبردهای گوناگونی مانند انحلال، ادغام و تلاش برای بقا استفاده کند.
به منظور درک بهتر این روش، مثال زیر ارائه می‌شود. در این کار-فهرست) به تفکیک نقاط قوت، نقاط ضعف، فرصت‌ها و تهدیدات یک شرکت سوالاتی مطرح شده است:
الف - نقاط قوت بالقوه
- قابلیت تولید
- مهارت‌های بازاریابی خوب
- مهارت‌های مربوط به تحقیق و توسعه
- قابلیت و توانایی سیستم‌های اطلاعاتی
- منابع انسانی
- نام معروف و خوش‌نامی
- ساختار سازمانی مناسب
- توانایی مدیریت بر تغییرات استراتژیک

ب - نقاط ضعف بالقوه
- بالا بودن قیمت تمام شده
- نزول نوآوری
- ضعف بازاریابی
- کافی نبودن سیستم‌های اطلاعاتی
- عدم کفایت منابع انسانی
- عدم خوشنامی
- تعارض بین واحدهای مختلف
- نامناسب بودن ساختار سازمانی

ج - فرصت‌های بالقوه
- نگاه به بازارهای دست نخورده جدید
- توسعه فیزیکی بازار
- کاربرد مهارت‌های تحقیق و توسعه
- ورود به اقلام جدید تولید و بازار

د - تهدیدات بالقوه
- افزایش رقابت داخلی
- افزایش رقابت خارجی
- تغییر سلایق مشتری
- وجود موانع ورود به بازار
- افزایش وجود کالاهای جایگزین

تحلیل SWOT: تحلیل SWOT یک روش مفید برای یافتن جایگاه کنونی خودتان در مقایسه با رقیبان می‌باشد. این ابزار یک ابزار تحلیلی ساده و رایج در محیط‌های کسب و کار است که می‌تواند به شما کمک کند که:
Strength – نقاط قوت خود را افزایش دهید
Weakness – نقاط ضعف خود را به کمترین میزان ممکن برسانید
Opportunity – فرصت‌ها را بدست آورید
Threat – تهدیدها را بی‌اثر یا کم اثر کنید.